# Warwick (contea di Bucks)
Warwick  è una township degli Stati Uniti d'America, nella contea di Bucks nello Stato della Pennsylvania. Secondo il censimento del 2010 la popolazione è di 14.437 abitanti.

## Società

### Evoluzione demografica
La composizione etnica vede una maggioranza di quella bianca ( 95,93%), seguita dagli asiatici (2,14%) dati del 20o0.
| township di Warwick Popolazione |        |
| 2000                            | 11.977 |
| 2010                            | 14.437 |